# Медаль Заслуг (Норвегия)
Королевская медаль Заслуг – государственная награда Королевства Норвегия.

## История
Королевская медаль Заслуг была учреждена Указом короля Норвегии Хокона VII 1 февраля 1908 года в целях поощрения граждан за достижения в области искусства, науки, бизнеса и государственной службы.
Медаль учреждена в двух классах: золотом и серебряном.
Золотой класс вручается за выдающиеся достижения, имеющие важное значение для нации и общества. Серебряный класс вручается за менее значительные достижения.

## Описание
Медаль круглой формы из золота или серебра с королевской геральдической короной наверху.
Аверс несёт на себе профильный погрудный портрет правящего монарха, имеющий по окружности надписи: имя правящего монарха и его девиз.
На реверсе – венок из дубовых ветвей, четырежды в крест перевитый лентой. У края медали, по окружности, надпись: «KONGENS FORTJENSTMEDALJE» (Королевская медаль Заслуг). В центре медали гравируется имя награждённого и год вручения.
Вверху короны имеется кольцо, при помощи которого медаль крепится к шёлковой муаровой ленте красного цвета с золотой полоской в центре.
 Для повседневного ношения имеется символ медали – планка, обтянутая лентой медали.

## Галерея

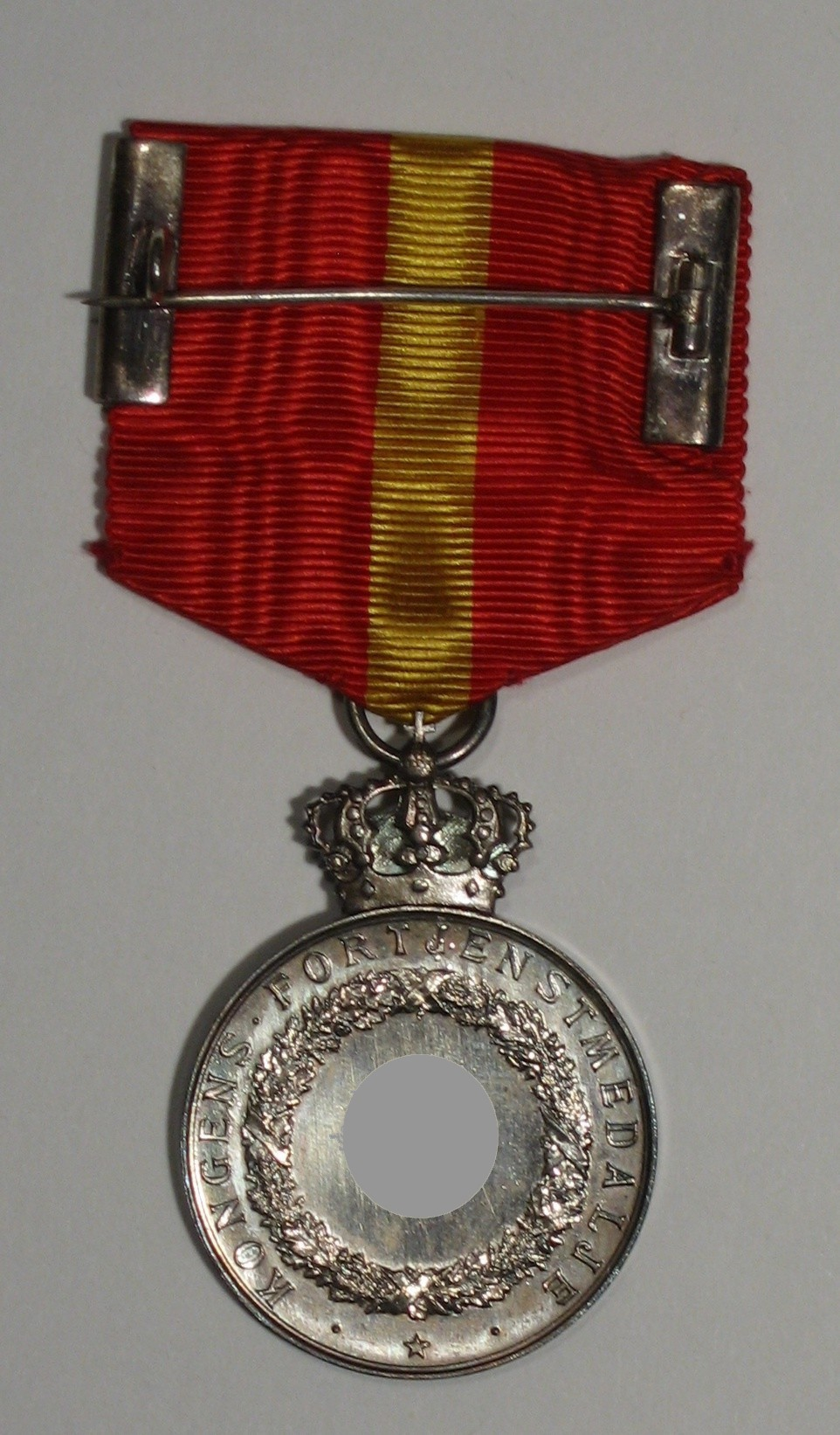
Реверс медали
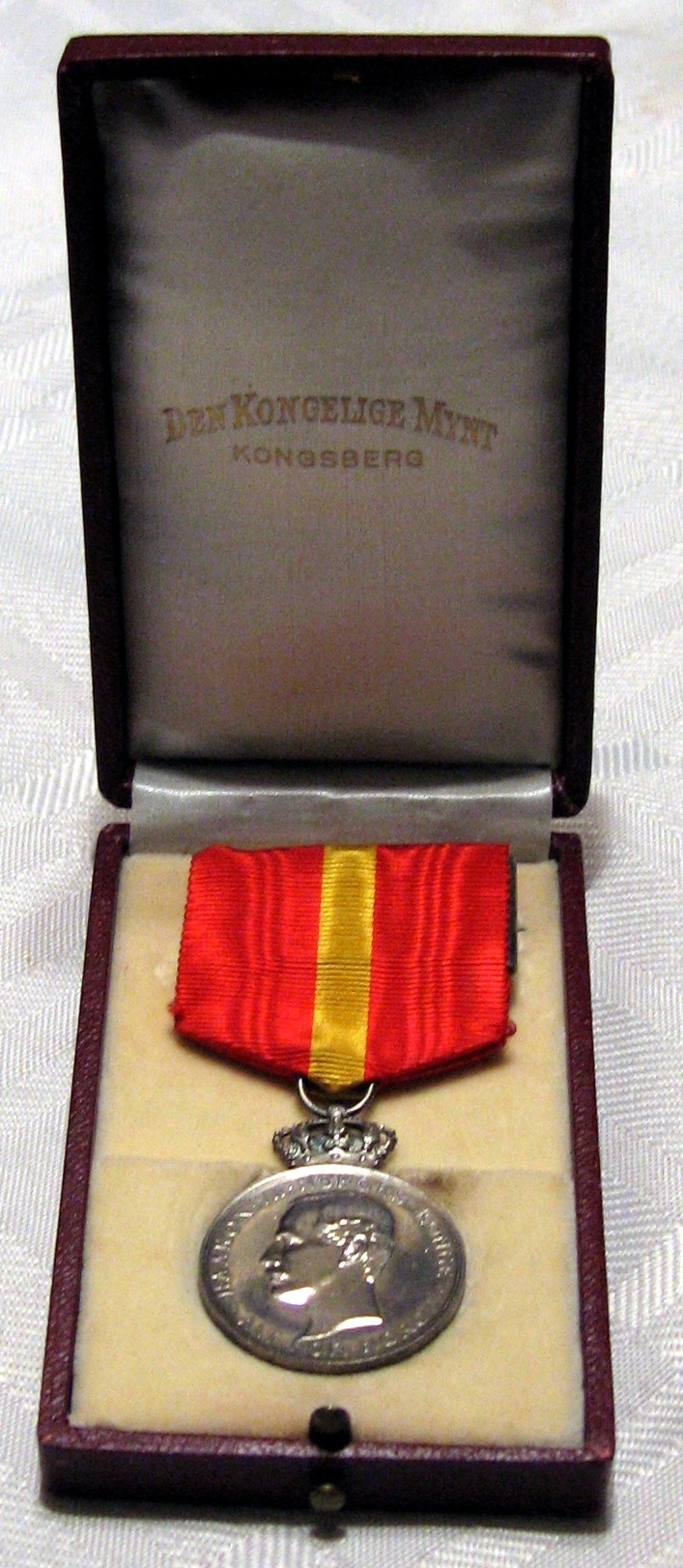
Медаль в наградной коробке